# Reserva de humedal Leonora Curtin
La Reserva de humedal Leonora Curtin (en inglés: Leonora Curtin Wetland Preserve) es una reserva de naturaleza y arboreto de 35 acres de extensión, que se encuentra en La Ciénega, Nuevo México.

## Historia

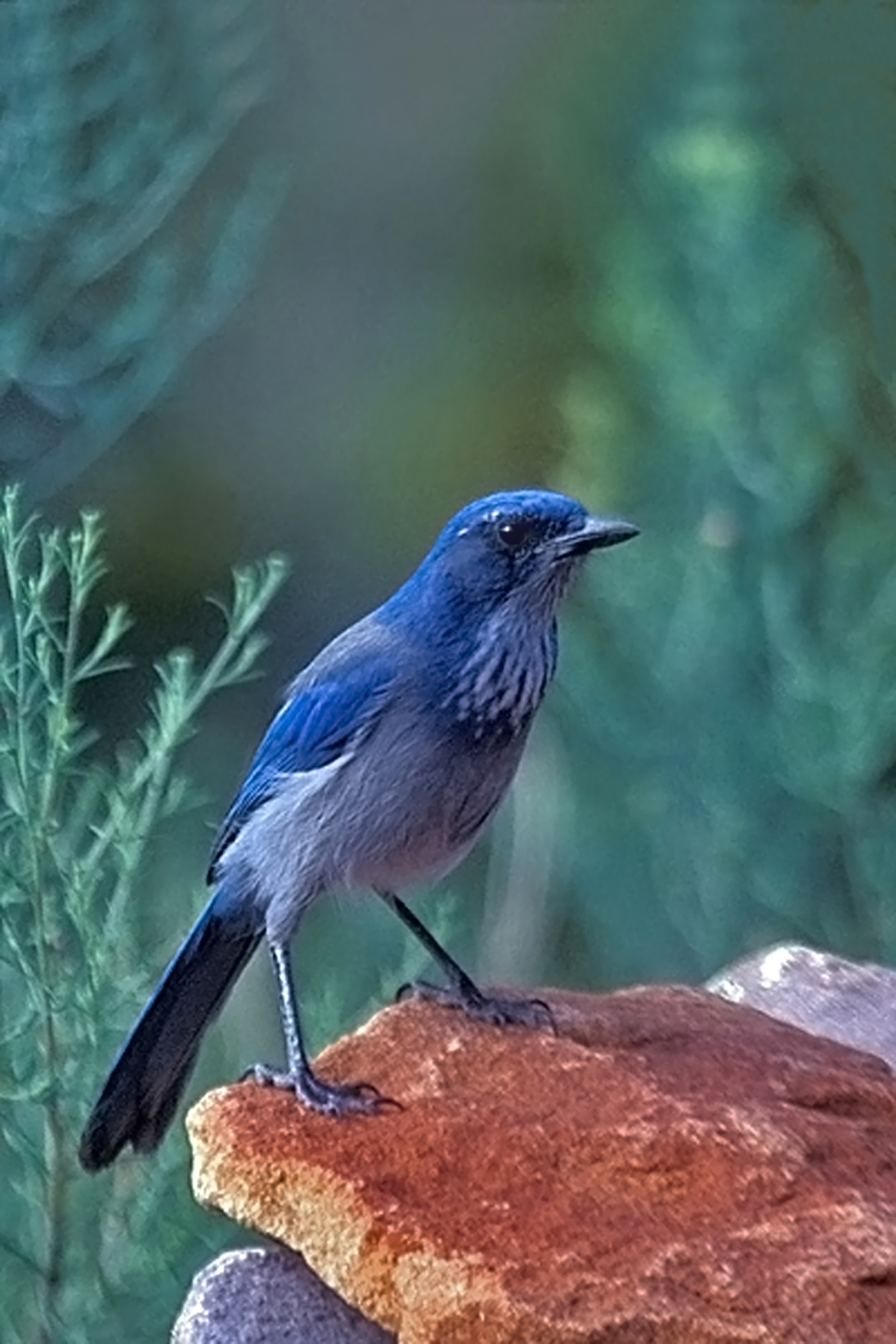
Aphelocoma woodhouseii, pájaro frecuente en la zona.

El nombre original de la zona "La Ciénega" se refiere a una ciénega (manantial asociado con una zona de vegetación de humedal circundante) que suministraba agua a El Rancho de las Golondrinas y al cañón del Santa Fe River al pie de la Caja del Río. 
La ciénega en sí misma está administrada por el Jardín botánico de Santa Fe con el nombre de "Leonora Curtin Wetland Preserve". La Ciénaga es un "Area of Critical Environmental Concern" y recientemente ha enfocado sus esfuerzos para crear un corredor de espacio abierto entre el río Santa Fe y el Rio Grande.
La "Leonora Curtin Wetland Preserve" está nombrada en honor de Leonora Scott Muse Curtin quien llegó a Nuevo México desde Nueva York en 1889. Ella era una ávida naturalista, que hablaba con fluidez el español, y se interesó en las plantas con propiedades medicinales y nutricionales utilizadas por los nativos americanos y los primeros colonos españoles. 
Rápidamente quedó fascinada con las habilidades curativas de las curanderas, que usaban las hierbas que crecen naturalmente, para tratar a los enfermos y heridos. 
Su obra "Healing Herbs of the Upper Rio Grande " (Hierbas curativas de la zona Alta de Río Grande) compila las investigaciones de Curtin en su tiempo de permanencia en los pueblos de montaña del norte de Nuevo México.

## Colecciones
La reserva contiene tres comunidades vegetales diferenciadas o zonas: 
- Plantas ribereñas de humedal,
- Plantas de transición,
- Plantas de tierras altas secas.

Se pueden observar plantas nativas de la zona con numerosas plantas de uso medicinal utilizadas en la medicina tradicional por las curanderas de la región. 
Siendo también un buen santuario de vida silvestre y observatorio de aves, pues este manantial es punto de encuentro de las aves de la zona.